# Gannet Alpha
Gannet Alpha ist eine Ölplattform in der schottischen Nordsee. Der Name der Plattform und des Ölfelds ist vom Basstölpel (englisch gannet), einem Seevogel, abgeleitet. Betrieben wird die Plattform von dem Konzern Shell.
Wegen zweier Lecks traten im August 2011 laut der Betreiberfirma mehr als 200 Tonnen Öl aus Gannet Alpha aus. Unabhängige Informationen zu dem Ausmaß des Vorfalls lagen auch eine Woche nach Bekanntwerden nicht vor.

## Lage und Anlage
Das Gannet-Ölfeld wurde zu Beginn der 1970er Jahre entdeckt und später erschlossen. Gannet Alpha liegt vor der Küste Schottlands, 180 Kilometer östlich von Aberdeen. Die Nordsee ist in diesem Bereich teilweise nur 95 Meter tief.
Der Gannet-Komplex besteht aus der festen Bohr- und Förderplattform Gannet Alpha in Block 21/25. Sie ist die Basis für die Förderfelder A, B, C, D, E, F und G. Die Gasförderung auf den Satelliten-Feldern wird von Gannet Alpha aus überwacht. Das geförderte Öl wird über eine fest verlegte Pipeline zum Ölfeld Fulmar gepumpt. Das Gas wird durch eine andere Pipeline in die Fulmar-Gas-Pipeline geleitet und dann weiter in die St Fergus/Vesterled-Pipeline.
Das Ölfeld wird von Shell betrieben. Außerdem hat Esso, der zum Konzern ExxonMobil gehört, Anteile daran. Das Feld wird von den Konzernen zu gleichen Teilen ausgebeutet. An dem Ölfeld werden der BBC zufolge rund 13.500 Barrel Öl pro Tag produziert.

## Leck und Ölteppich
Am 10. August 2011 wurde ein Leck in der Förderanlage entdeckt. Auf der Nordsee trieb eine 31 Kilometer lange Ölschicht mit einer maximalen Breite von 4,3 Kilometern. An der beschädigten Plattform lief nach Angaben des Konzerns Shell am 15. August 2011 eine „signifikante Menge“ Öl ins Meer. Bis zu diesem Zeitpunkt seien vermutlich rund 216 Tonnen ausgetreten,  teilte Shell in London mit. Man habe das Leck aber weiterhin unter Kontrolle und arbeite daran, es zu schließen. Nach Angaben der britischen Behörden handelte es sich um den größten Störfall dieser Art seit mehr als einem Jahrzehnt. Der Konzern erwartete nach eigenen Angaben, dass sich der Ölteppich von selbst durch die Wellenaktivität auflösen und nicht die Küste erreichen werde. Das Personal auf der Plattform arbeitete wie gewohnt weiter.
Das Leck war an einer Verbindungsstelle zwischen der Plattform und einer Leitung aufgetreten. „Die Infrastruktur unter Wasser ist sehr komplex, und das Leck ist an einer komplizierten Stelle“ sagte ein Shell-Sprecher am 15. August 2011. Nach Angaben von Shell wurde ein ferngesteuerter Unterwasser-Roboter eingesetzt, um das Leck zu erkunden und abzudichten. Wie ein Experte der TU Clausthal erläuterte, konnte das Leck im Unterschied zur BP-Bohrplattform vergangenes Jahr im Golf von Mexiko sofort isoliert werden; beim ausgelaufenen Öl handle es sich um eine Restmenge in der Leitung sowie vermutlich eine weitere Menge aufgrund einer undicht schließenden Armatur. Ein Boot mit Chemikalien zum Binden von Öl stand nach Firmenangaben bereit und man habe die Situation von einem Flugzeug aus beobachtet.
Das britische Energie- und Klima-Ministerium teilte mit, der Vorfall werde untersucht. Nach Regierungsangaben flog die Küstenwache zweimal täglich über das betroffene Gebiet. Bei einem Überflug am Montagnachmittag den 15. August 2011 sei eine breite Ölfahne südlich der Bohrinselin der Nordsee vor Schottland zu sehen gewesen, berichtet die Umweltschutzorganisation Greenpeace, die mit einem eigenen Flugzeug das Gebiet überflog. Der sichtbare Ölteppich ändere sich ständig, erklärte Shell. Etwa eine Tonne Öl sei an die Meeresoberfläche gelangt. Nach Greenpeace Angaben seien weder Ölsperren noch Absaugschiffe zu sehen gewesen, die das Öl aufhalten oder dezimieren könnten.
Am 16. August 2011 teilte das Gemeinsame Lagezentrum See des Deutschen Havariekommando in Cuxhaven mit, dass der Ölteppich auf eine Größe von einem halben Quadratkilometer geschrumpft sei. Diese Informationen stammten von der britischen Maritime and Coastguard Agency (MCA). Wellen und Wind hätten das Öl „zerschlagen“, so dass es sich im Wasser verteilt habe. Die MCA überwachte den Ölteppich aus der Luft.
Am 19. August 2011 gab Shell bekannt, dass der Ölfluss aus der Bohrinsel gestoppt sei. Taucher hätten ein Ventil an der defekten Leitung geschlossen. Das in der Leitung verbliebene Öl müsse aus der Leitung gepumpt werden. Über einen längeren Zeitraum müsse außerdem beobachtet werden, ob das Leck tatsächlich dicht bleibe.

## Informationspolitik und Folgen
Verschiedene Naturschutzorganisationen beschuldigten Shell, die Dimension des Unfalls zu verschleiern. Seit dem 10. August lief eine unbekannte Menge Öl aus der Leckstelle ins Meer. Shell informierte die Öffentlichkeit am 12. August 2011 erstmals darüber, dass es zu einem Unfall mit Ölaustritt auf Gannet Alpha gekommen war. „Das Leck besteht schon seit Tagen, aber Shell hat das erst öffentlich gemacht, als man die Situation unter Kontrolle hatte.“ sagte der Direktor des WWF Schottland am 14. August 2011. Zur Untersuchung des Lecks wurde ein Roboter mit Videotechnik eingesetzt. Die entstandenen Bilder und Videos wurden nicht veröffentlicht. Der Konzern schrieb täglich eine Meldung zur Situation auf seiner Homepage. Der Technische Direktor von Shell über die Informationspolitik des Konzerns: Man habe erst zuverlässige Erkenntnisse gewinnen wollen. Danach habe Shell die Öffentlichkeit kontinuierlich unterrichtet.
Der Konzern räumte ein Problem ein: „Wir haben es mit einer komplizierten Infrastruktur am Meeresboden zu tun, die Lage des kleinen Lecks ist an einem schwierigen Ort, umgeben von Meeresfauna“ hieß es in einer Mitteilung des Konzerns. Auf Nachfrage, was dies heiße, wurde nicht geantwortet. „Es ist eindeutig, das Shell große Schwierigkeiten im Umgang mit seiner undichten Leitung hat“, kritisierte der Direktor des WWF Schottland.